# Weserfähre Bremerhaven–Nordenham

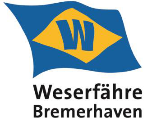
Logo

Die Weserfähre Bremerhaven–Nordenham ist eine Fährverbindung, die Bremerhaven mit dem Nordenhamer Stadtteil Blexen verbindet. Sie ist die nördlichste Fährverbindung an der Weser, deren Ästuar hier beginnt.

## Geschichte

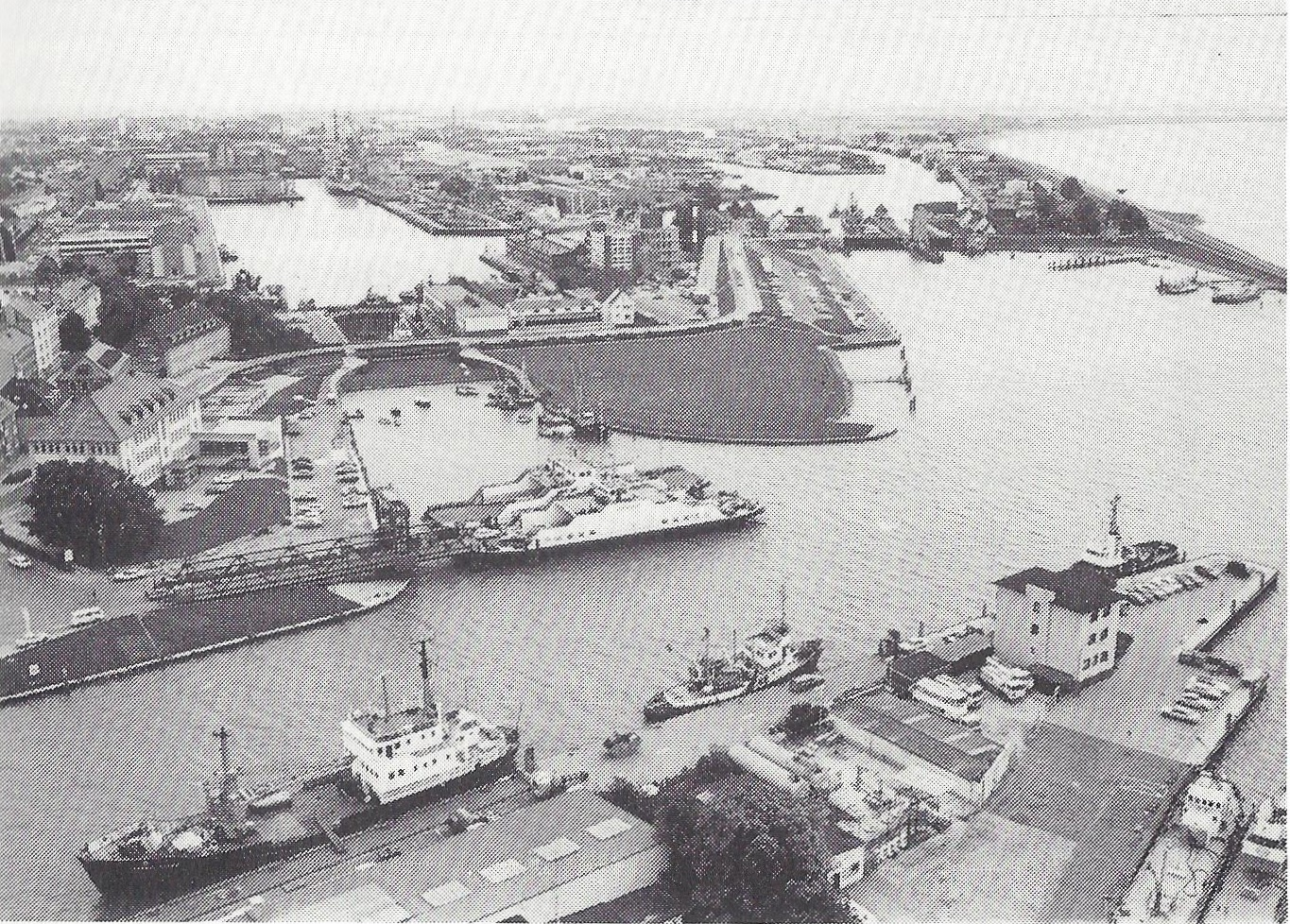
Geestevorhafen (1979)

Eine Fährverbindung quer über die Weser zwischen den Ortschaften Lehe und Blexen dürfte bereits im Mittelalter existiert haben, doch erst 1573 wird in einer schriftlichen Quelle ein entsprechendes Fährrecht erwähnt. Mit primitiven Booten wurden Personen und Ladungen übergesetzt. Diese altertümliche Form des Transports wurde erst 1861 aufgegeben. 1862 eröffnete der Norddeutsche Lloyd aus Bremen mit einem Dampfer einen Fährdienst zwischen Geestemünde und Nordenham sowie Blexen und betrieb diesen bis etwa 1871. Von 1876 bis 1884 bediente ein Kapitän mit einem Dampfer Nordenham diese Verbindung. 1884 erwarb die damals große bremische Schleppreederei, die Bugsiergesellschaft „Union“ von 1873 oldenburgische Fährkonzession und verkehrte  mit Fährdampfern zwischen Geestemünde und Nordenham, ab 1905 auch nach Blexen. Durch Konkurrenz und Missmanagement verlor die „Union“ ab um 1892 ihr Schleppgeschäft und auch im Fährdienst traten  Missstände auf, so dass die oldenburgische Regierung 1911 den Vertrag auslaufen ließ und sich nach einem neuen Betreiber umsah. 
Der stand in Gestalt der Weser-Schiffahrtsgesellschaft m.b.H. bereit, die 1910 von der Nordenhamer Wirtschaft sowie den umliegenden Gemeinden gegründet worden war. Mit neuen, für die Verbindung geeigneten Fährschiffen übernahm diese Firma den Fährdienst zwischen Geestemünde, Nordenham und Blexen. Noch heute bedient dieses Unternehmen, das seit 1921 Weserfähre GmbH heißt, die Fährverbindung zwischen Bremerhaven und Blexen. 
2010 feierte die Weserfähre 100-jähriges Jubiläum.
Aktuell (Oktober 2023) hält die Stadt Bremerhaven 74,9 Prozent und die Stadt Nordenham 25,1 Prozent der Gesellschafteranteile. 

## Fahrzeuge und Transport

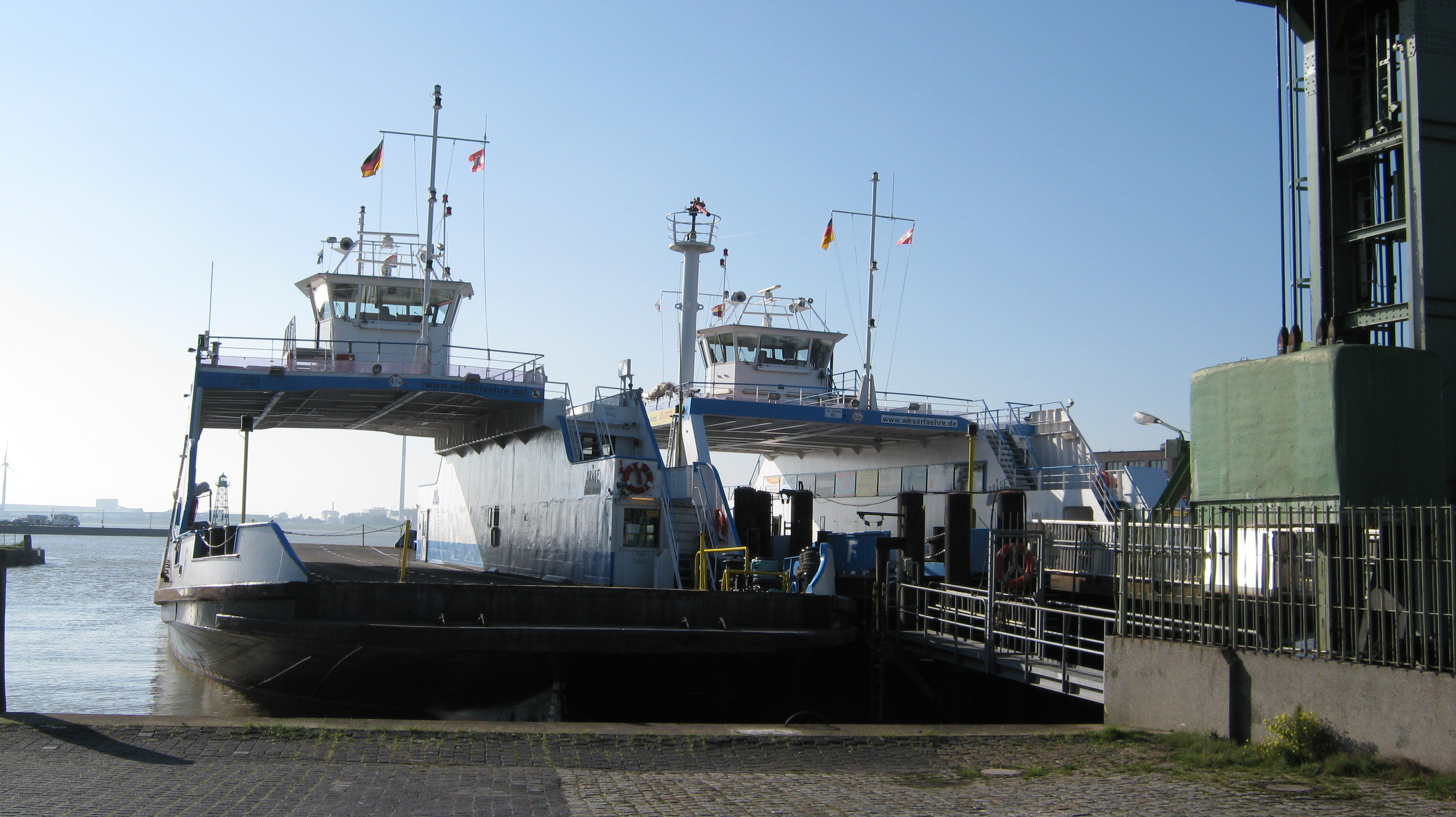
Die beiden Fährschiffe der Weserfähre in Geestemünde

Die Linie wird mit den Fähren Bremerhaven und Nordenham bedient. Die Fähren transportieren Personen und Fahrzeuge, die Kapazitäten beider Schiffe sind für 300 Personen und laufende Spurmeter 150 m ausgelegt.

## Anleger

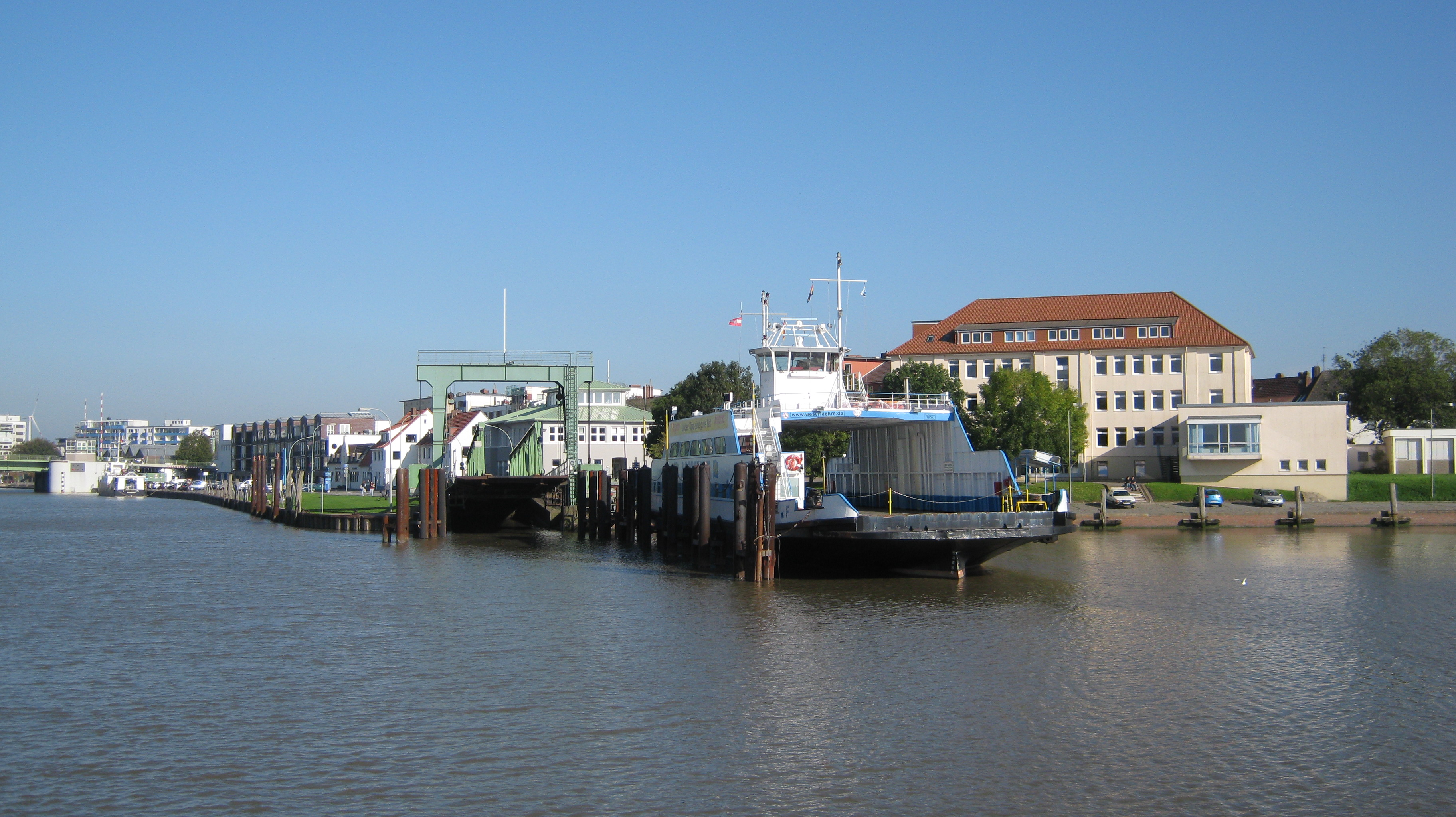
Anleger in Geestemünde

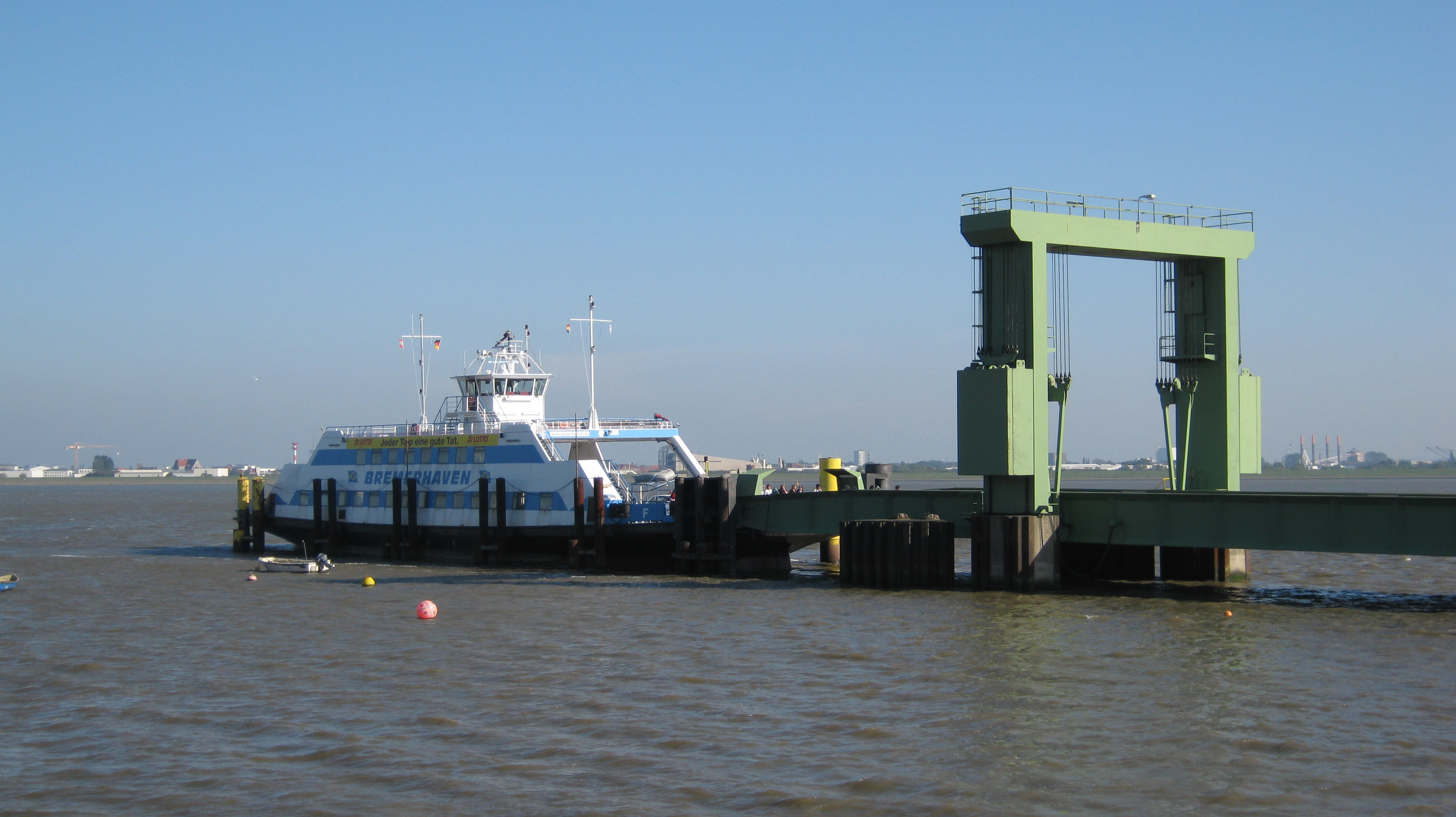
Anleger Blexen in Nordenham

Der Fähranleger in Nordenham befindet sich im Stadtteil Blexen (Lage), in Bremerhaven legen die Fähren an der Geestemündung am Alten Vorhafen (Lage) an. An den Anlegern werden für Kfz einspurige und Fußgänger zweispurige Rampen auf die Fähre gelassen, um den Unterschied zwischen Fähre (unterschiedlich durch die Tide) und dem Straßenniveau auszugleichen.
Der heutige Fähranleger auf der Bremerhavener Seite wurde am 19. August 1954 in Betrieb genommen. Der Anleger in Geestemünde wurde durch die Straßenbahn Bremerhaven bedient; als Endstation der Linie 1. BremerhavenBus bedient mit der Linie 510 die Haltestelle Fähranleger und mit weiteren Linien die Haltestellen Weserfähre sowie Columbusstraße/Weserfähre.
Bis 1980 bestand an der Anlegestelle in Nordenham-Blexen direkter Anschluss an die Bahnstrecke Hude–Blexen. Das Gleis ist noch heute an den Bahnhof in Nordenham angeschlossen, es wird aber nicht mehr genutzt.
1998/99 benutzte die VBN-Buslinie 440 von Bremerhaven nach Oldenburg die Weserfähre zum Übersetzen nach Nordenham/Blexen. So konnte man den Fahrgästen das Umsteigen zwischen den einzelnen Verkehrsmitteln ersparen. Eingerichtet wurde der WeserSprinter am 10. Oktober 1998.

## Fahrzeit und Fahrplan
Die Fahrzeit beträgt etwa zwölf Minuten. Montags bis freitags fahren die Fähren morgens ab 5 Uhr alle 30 Minuten, tagsüber alle 20 Minuten und abends stündlich auf jeder Seite der Weser ab. Sonntags betragen die Taktzeiten 40 Minuten. Im Sommer fahren die Fähren sonnabends nach dem Werktags- und im Frühling, Herbst und Winter nach dem Sonntagsfahrplan.

## Wirtschaftlichkeit
Die Weserfähre fährt nicht kostendeckend. Eine einfache Überfahrt kostete 2014 für einen Fußgänger 2,40 Euro, für einen Pkw mit Fahrer 5,50 Euro. Der Kauf von Hin- und Rückfahrkarten, Zehner- und Monatskarten ist für Pendler wesentlich günstiger. Im Jahr 2013 fuhren die beiden Schiffe einen Verlust von 900.000 Euro ein, den die beiden Gesellschafter, die Städte  Nordenham und Bremerhaven, mit einem Viertel und drei Vierteln übernehmen mussten. Dennoch herrscht politische Einigkeit darüber, dass der Fährverkehr weiterhin aufrechterhalten bleiben soll. Die Behindertenfreifahrt gilt zudem.
Im Jahr 2013 wurden 745.855 Personen, 248.056 Pkw, 77.308 Fahrräder, 5050 Motorräder und 9409 Lkw (2012: 7854) befördert.
Die Stadt Nordenham hat im Sommer 2023 mitgeteilt, dass sie ihren Kostenanteil am jährlichen Verlustausgleich des Fährbetriebs, der sich in den vergangenen Jahren für beide Gesellschafter zwischen 800.000 und 1,2 Mio. Euro bewegte, aus haushaltsrechtlichen Gründen reduzieren muss. Seither wird nach Lösungsmöglichkeiten gesucht, um die Existenz der Weserfähre zu sichern. Als erste Maßnahme wurden die Ticketpreise zum 1. September 2023 erhöht. So wurde z. B. der Preis für eine einfache Überfahrt für einen Fußgänger auf inzwischen 3,20 Euro angehoben.

## Weserfähre und Wesertunnel
Nach Eröffnung des Wesertunnels gab es zunächst einen Einbruch der Beförderungszahlen bei Pkw und Lastwagen um rund ein Drittel. Nachdem der Anleger Blexen aufgrund Materialermüdung neu erbaut wurde, stiegen die Beförderungszahlen wieder, da die Lastbeschränkung von 30 Tonnen entfiel. Zu Fuß oder per Fahrrad ist eine Tunneldurchquerung nicht möglich und somit die Schiffsverbindung weiterhin wichtig.

## Unterbrechung des Fährbetriebs nach Beschädigung eines Anlegers
Nachdem am 24. Juni 2016 ein Erzfrachter den Blexener Anleger gerammt und dadurch schwer beschädigt hatte, war der Fährbetrieb unterbrochen. Für die Beförderung von Personen wurde ein Ersatzverkehr mit Omnibussen durch den Wesertunnel eingerichtet. Der Fährbetrieb wurde im September 2016 wieder aufgenommen.